# William Goldenberg
William Goldenberg (2 de noviembre de 1959) es un editor de cine de Estados Unidos con más de 20 créditos desde 1992. Ganó el Óscar al mejor montaje por Argo (2012), y fue nominado por The Insider (1999), Seabiscuit (2003), Zero Dark Thirty (2012) y The Imitation Game (2014). 
Goldenberg ha trabajado con directores de la talla de Michael Mann y Ben Affleck.
Goldenberg fue elegido miembro de la American Cinema Editors. Hizo su debut como director con Unstoppable (2024). 

## Filmoteca
Sus películas son:
Como editor
| Año  | Título en español                         | Título original                    | Director         |
| ---- | ----------------------------------------- | ---------------------------------- | ---------------- |
| 1993 | ¡Viven!                                   | Alive                              | Frank Marshall   |
| 1994 | Alguien mueve los hilos                   | The Puppet Masters                 | Stuart Orme      |
| 1995 | Heat                                      | Heat                               | Michael Mann     |
| 1995 | Ciudadano X                               | Citizen X                          | Chris Gerolmo    |
| 1996 | Memoria letal                             | The Long Kiss Goodnight            | Renny Harlin     |
| 1998 | Pleasantville                             | Pleasantville                      | Gary Ross        |
| 1999 | El dilema                                 | The Insider                        | Michael Mann     |
| 2000 | El bar Coyote                             | Coyote Ugly                        | David McNally    |
| 2001 | Ali                                       | Ali                                | Michael Mann     |
| 2003 | Canguro Jack                              | Kangaroo Jack                      | David McNally    |
| 2003 | Seabiscuit                                | Seabiscuit                         | Gary Ross        |
| 2004 | La búsqueda                               | National Treasure                  | Jon Turteltaub   |
| 2005 | Domino                                    | Domino                             | Tony Scott       |
| 2006 | Miami Vice                                | Miami Vice                         | Michael Mann     |
| 2007 | La búsqueda 2: El diario secreto          | National Treasure: Book of Secrets | Jon Turteltaub   |
| 2007 | Adiós pequeña, adiós                      | Gone Baby Gone                     | Ben Affleck      |
| 2009 | Confesiones de una compradora compulsiva  | Confessions of a Shopaholic        | P.J. Hogan       |
| 2010 | El aprendiz de brujo                      | The Sorcerer's Apprentice          | Jon Turteltaub   |
| 2011 | Transformers: el lado oscuro de la luna   | Transformers: Dark of the Moon     | Michael Bay      |
| 2012 | Argo                                      | Ben Affleck                        |                  |
| 2012 | La noche más oscura                       | Zero Dark Thirty                   | Kathryn Bigelow  |
| 2014 | Transformers: la era de la extinción      | Transformers: Age of Extinction    | Michael Bay      |
| 2014 | The Imitation Game                        | Morten Tyldum                      |                  |
| 2014 | Invencible                                | Unbroken                           | Angelina Jolie   |
| 2015 | La verdad duele                           | Concussion                         | Peter Landesman  |
| 2016 | Vivir de noche                            | Live by Night                      | Ben Affleck      |
| 2017 | Detroit                                   | Detroit                            | Kathryn Bigelow  |
| 2018 | 22 de julio                               | 22 July                            | Paul Greengrass  |
| 2019 | Escuadrón 6                               | 6 Underground                      | Michael Bay      |
| 2020 | Noticias del gran mundo                   | News of the World                  | Paul Greengrass  |
| 2022 | El sastre de la mafia                     | The Outfit                         | Graham Moore     |
| 2023 | Air                                       | Air                                | Ben Affleck      |
| 2023 | Transformers: el despertar de las bestias | Transformers: Rise of the Beasts   | Steven Caple Jr. |

## Premios y nominaciones
Premios Óscar
| Año  | Categoría     | Película            | Resultado |
| ---- | ------------- | ------------------- | --------- |
| 2000 | Mejor montaje | The Insider         | Nominado  |
| 2004 | Mejor montaje | Seabiscuit          | Nominado  |
| 2013 | Mejor montaje | La noche más oscura | Nominado  |
| 2013 | Mejor montaje | Argo                | Ganador   |
| 2015 | Mejor montaje | The Imitation Game  | Nominado  |